# Stenodryas bicoloripes
Stenodryas bicoloripes là một loài bọ cánh cứng trong họ Cerambycidae.